# HD 101782
HD 101782，又名CP-82 469，SAO 258621、HR 4507，是一颗恒星，视星等为6.33，位于銀經300.71，銀緯-20.53，其B1900.0坐标为赤經11h 37m 33.2s，赤緯-82° -20.53′ 44″。